# Saue
Saue är en stad i landskapet Harjumaa i nordvästra Estland. Staden ligger nära Tallinn och många av invånarna arbetspendlar dit. Saue har en befolkning på 5 594 personer (2006). Saue utgjorde en egen stadskommun fram till 2017 då den slogs ihop med tre omkringliggande landskommuner och bildade Saue kommun med Saue som centralort.

## Vänorter
- Sollentuna kommun, Sverige

## Galleri

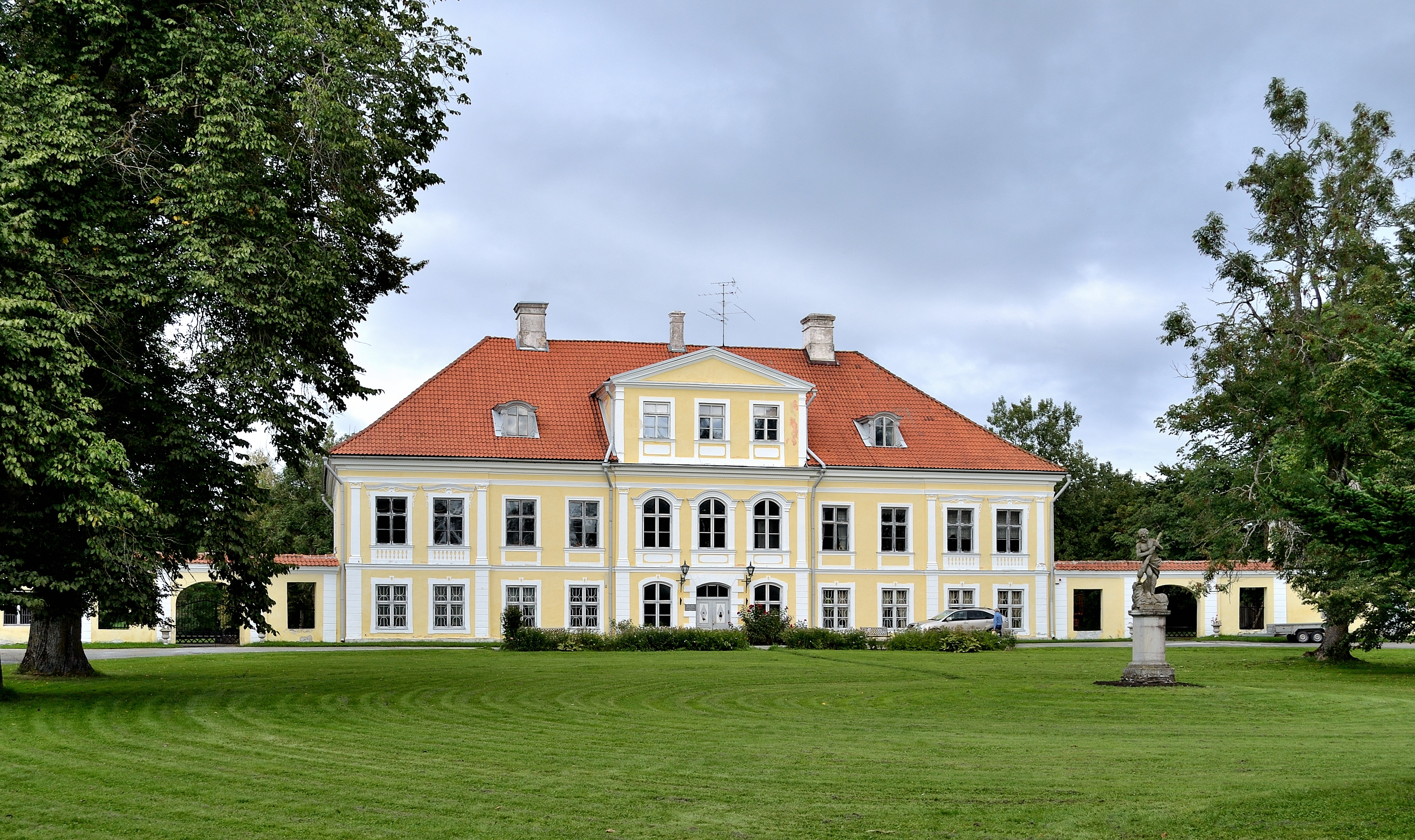
Saue herrgård.
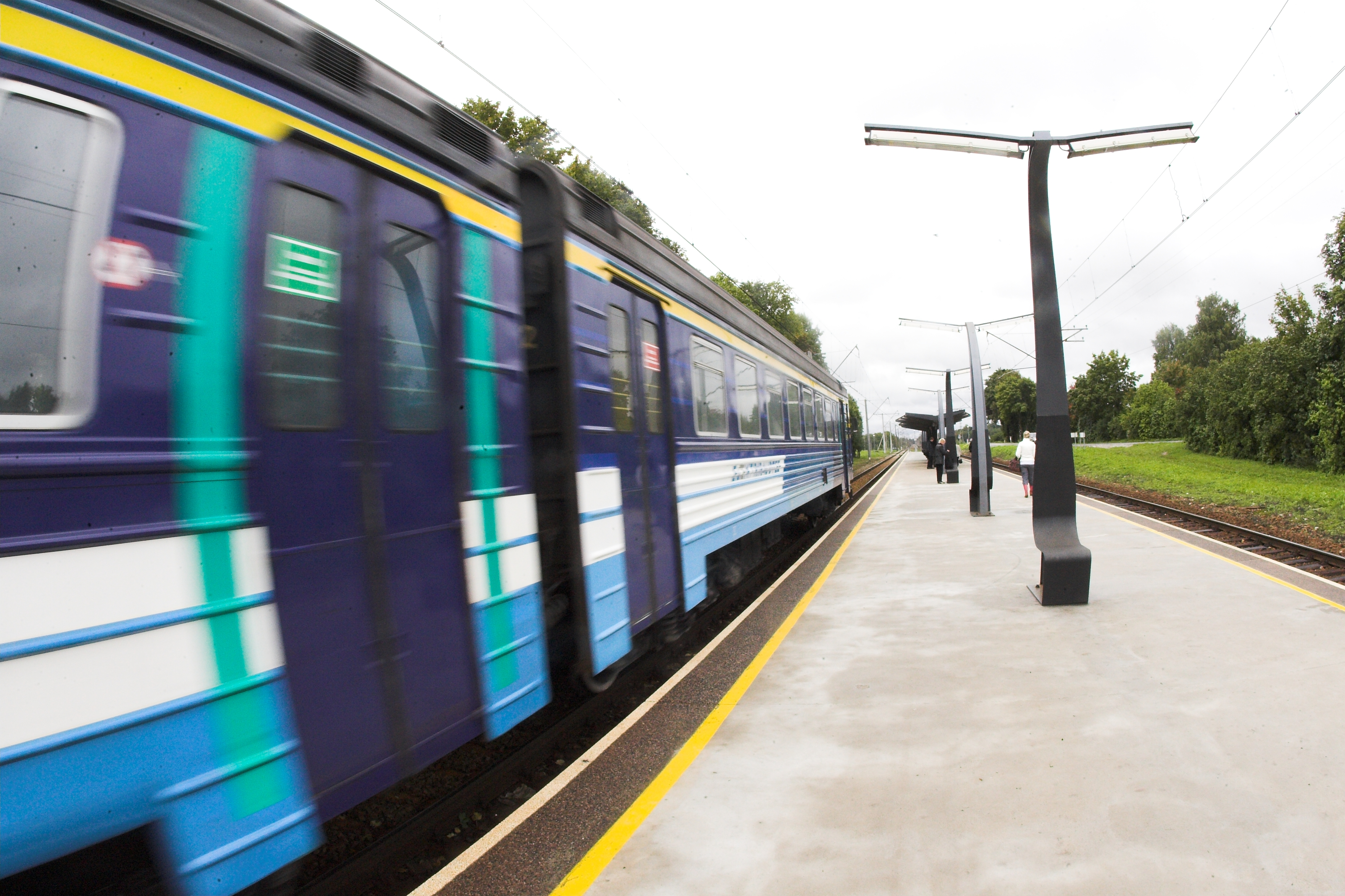
Saue järnvägsstation.
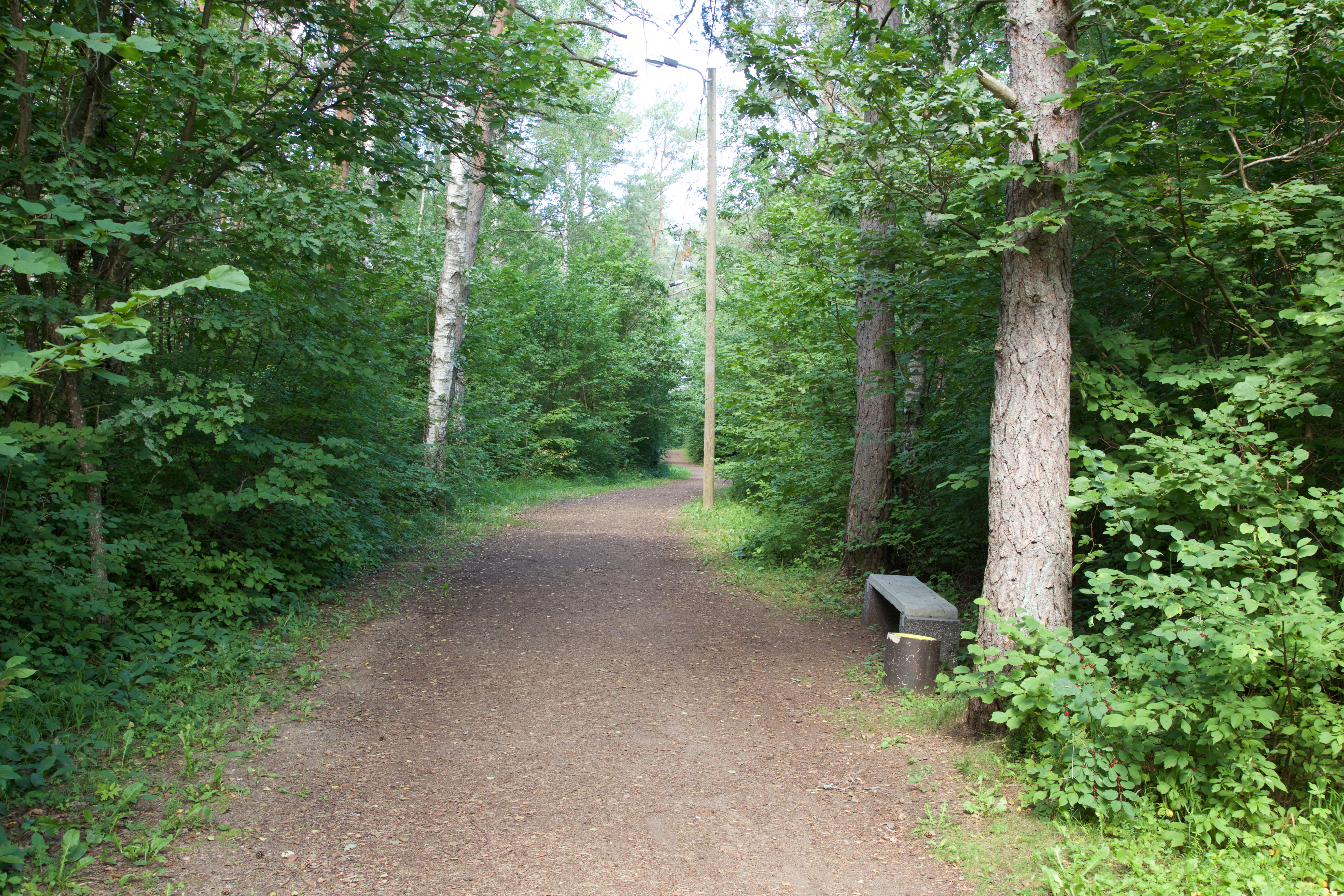
Sarapiku motionsspår.